# Telebrief

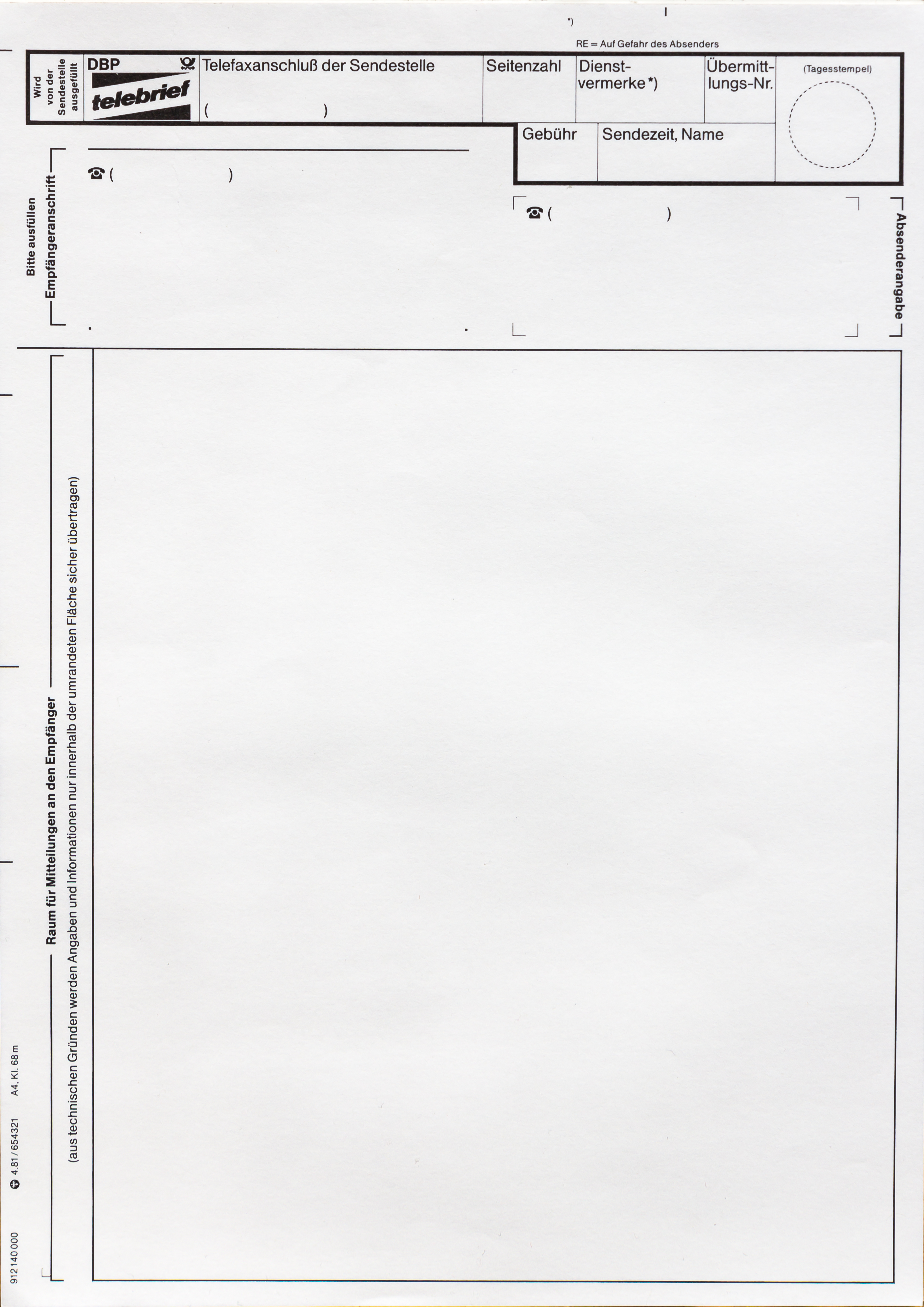
Formblatt zur Einlieferung eines nationalen Telebriefes bei einem Postamt

Der Telebrief ist ein historischer Briefdienst der Post, bei dem der Transport eines Briefes durch Faxübermittlung der Post über das Fernsprechnetz oder Satellitenfunk ersetzt wird oder wurde. Dabei kann ein Kunde ohne Faxgerät einen Brief ähnlich wie ein Telegramm über ein Postformular bei einer Telebriefstelle aufgeben und an eine empfangende Telebriefstelle übermitteln lassen, von wo aus er dann per Postversand oder Eilzustellung den Empfänger erreicht oder per Postfach oder zur Abholung bereitgelegt wird. Kunden mit Faxgerät können Telebriefe auch direkt an eine Empfangsstelle der Post übermitteln.

## Geschichte
In den USA führte die Western Union den Telebrief 1970 ein. Über Satellit wurden diese Faxsendungen ab 1973 zwischen den meisten Industrienationen versendet. Den größten Marktanteil konnten sie in den 80er Jahren erzielen. Seitdem wurden sie von Firmen verdrängt, die zunehmend eigene Faxgeräte in Betrieb nahmen.
In Deutschland wurde der Telebriefverkehr über die Deutsche Bundespost POSTDIENST abgewickelt. Der Versand bei Einlieferung war auch auf Schmuckblättern möglich. Der internationale Versand in die meisten Länder war nur über die Posteinlieferung möglich.

## Der Telebrief heute
In den meisten Ländern wurde der Telebriefdienst inzwischen als technisch überholt eingestellt, so auch 1999 in Deutschland. In einigen Entwicklungsländern wurde er nie eingeführt. Ersatz bieten der direkte Faxversand, der als Nischenprodukt weitergeführte Telegrammdienst oder die E-Mail-Kommunikation. In einigen Ländern (darunter iTelegram in den USA) wird der Telebrief noch als Nischenprodukt national angeboten.